# Інширі
20°04′ пн. ш. 15°04′ зх. д. / 20.067° пн. ш. 15.067° зх. д.
Інширі (араб. ولاية إينشيري) — область у Мавританії.

## Географія
На півночі та північному заході межує з областю Дахлет-Нуадібу, на сході — з областю Адрар, на півдні — з областю Трарза. На південному заході виходить до Атлантичного океану.
Область складається з одного департаменту Акжужт.